# HIP 116454 b
HIP 116454 b, o K2-2 b, es un exoplaneta que orbita la estrella HIP 116454, a 55 pársecs (180 años luz) de la Tierra hacia la constelación de Pisces."HIP 116454 b".  Tiene un diámetro de 32,000 kilómetros  (20,000 mi) y es 12 veces más masivo que la Tierra. Esté planeta fue descubierto por el satélite Kepler de la NASA, y es el primer exoplaneta descubierto durante la misión K2 de Kepler . El descubrimiento fue anunciado el 18 de diciembre de 2014.  HIP 116454 b no tiene una designación Kepler normal debido a que no se encuentra en el campo original de Kepler .
HIP 116454 b fue descubierto en datos de ingeniería de Kepler que se había recogido en preparación de la primera campaña completa de K2. A diferencia de la mayoría de los planetas Kepler, sólo un solo evento de tránsito fue detectado de HIP 116454 b, requiriendo un seguimiento con medidas de velocidad radial por el espectrógrafo HARPS-N  y medidas fotométricas por el satélite canadiense MOST .
Las características físicas de HIP 116454 b se esperan sean similares a Kepler-68b, siendo este entre una super-Tierra y un Minineptuno.